# Compagnie d'opera degli Stati Uniti d'America
Questa lista delle compagnie d'opera degli Stati Uniti d'America contiene le compagnie d'opera professionali statunitensi e le organizzazioni collegate all'opera.
La lista è in ordine alfabetico per stato.

## A

### Alabama
- Mobile Opera
- Opera Birmingham

### Alaska
- Anchorage Opera
- Fairbanks Light Opera Theatre
- Juneau Lyric Opera Association
- Opera Fairbanks

### Arizona
- Arizona Opera, Phoenix and Tucson
- Phoenix Opera

### Arkansas
- Del Campo a LA Ciudad
- Inspiration Point Fine Arts
- Opera Fayetteville
- Opera in the Ozarks at Inspiration Point
- Opera in the Rock
- Ozark Family Opera Company
- Wildwood Park for the Performing Arts

## C

### California
- California Opera Association
- Capitol Opera Sacramento
- Celestial Opera Company
- Cinnabar Opera Theater
- Center Stage Opera
- Festival Opera
- First Look Sonoma[1]
- Gallo Center for the Arts
- Goat Hall Productions
- Golden Gate Opera
- Independent Opera Company, Los Angeles[2]
- Lamplighters Music Theatre
- Livermore Valley Opera
- Long Beach Opera
- Los Angeles Civic Light Opera
- Los Angeles Metropolitan Opera
- Los Angeles Opera
- Lyric Opera of Los Angeles
- Lyric Opera San Diego
- Martinez Opera
- Music Academy of the West
- Musical Traditions
- North Bay Opera
- Oakland Opera Theater
- Opera a la Carte
- Opera Pacific (Chiusa nel novembre 2008)
- Opera Pasadena
- Opera Parallèle, San Francisco[3]
- Opera Royale
- Opera San José
- Opera San Luis Obispo
- Opera Santa Barbara
- Pacific Opera Project[4]
- Pacific Repertory Opera
- Pocket Opera
- Repertory Opera Company
- Riverside Lyric Opera[5]
- Sacramento Opera
- San Diego Opera
- San Francisco Lyric Opera
- San Francisco Opera
- Stockton Opera Association
- The Industry[6]
- Townsend Opera Players
- Tyrolean Opera Program
- Verismo Opera
- Visalia Opera Company[7]
- West Bay Opera Association
- West Edge Opera

### Carolina del Nord
- Asheville Lyric Opera
- North Carolina Opera
- Greensboro Opera Company
- Opera Carolina
- Opera Wilmington[8]
- Piedmont Opera
- Capitol Opera Raleigh
- Durham Savoyards
- Janiec Opera Company at the Brevard Music Center
- The A. J. Fletcher Opera Institute at the University of North Carolina School of the Arts

### Carolina del Sud
- Greenville Light Opera Works (GLOW)
- Opera Charleston
- Palmetto Opera
- Spoleto Festival USA
- South Carolina Opera Company

### Colorado
- Aspen Music Festival
- Boulder Opera Company
- Central City Opera
- Crested Butte Music Festival
- Empire Lyric Players
- Loveland Opera Theatre
- Opera Colorado
- Opera Fort Collins
- Opera Theatre of the Rockies
- Rocky Mountain Opera

### Connecticut
- Connecticut Grand Opera and Orchestra
- Connecticut Lyric Opera
- Connecticut Opera (Chiusa nel febbraio 2009)
- Hartford Opera Theater
- Hartford Wagner Festival[9]
- Hillhouse Opera Company
- Opera Connecticut
- Opera Theater of Connecticut
- Salt Marsh Opera
- Yale Baroque Opera Project

## D

### Dakota del Nord
- Fargo-Moorhead Opera

### Delaware
- Opera Delaware

### Distretto della Colombia
- Bel Cantanti Opera
- Opera Camerata of Washington
- Opera Lafayette
- DC Public Opera
- Summer Opera Theatre Company
(Chiusa nel gennaio 2010)
- Washington Concert Opera
- Washington National Opera
- Washington Savoyards

## F

### Florida
- Central Florida Lyric Opera
- Florida Grand Opera
- Hispanic-American Lyric Theatre
- Matinee Opera Players
- Miami Lyric Opera
- New Century Opera
- Opera Jacksonville
- Opera Naples
- Opera Tampa
- Opera Theater of Lakeland
- Opera Orlando
- Orlando Opera
- Palm Beach Opera
- Pensacola Opera
- Sarasota Opera
- St. Petersburg Opera Company

## G

### Georgia
- The Atlanta Opera
- Augusta Opera
- Americolor Opera Alliance
- Capitol City Opera
- Peach State Opera
- Vedi anche Opera in Atlanta

## H

### Hawaii
- Hawaii Opera Theatre
- Hawaii Youth Opera Chorus

## I

### Idaho
- Idaho Falls Opera Theatre
- North Idaho Friends of the Opera and the Arts Inc.
- Opera Idaho

### Illinois
- Bowen Park Opera Company
- Chicago Opera Theater
- da Corneto Opera
- DuPage Opera Theatre
- Light Opera Works
- Lyric Opera of Chicago
- Muddy River Opera Company
- Opera Illinois

### Indiana
- Indianapolis Opera
- Indiana University Opera, Jacobs School of Music, Bloomington
- South Bend Lyric Opera[10]

### Iowa
- Cedar Rapids Opera Theatre
- Des Moines Metro Opera

## K

### Kansas
- OperaKansas[11]
- Wichita Grand Opera
- Lawrence Opera Theatre[12]

### Kentucky
- Kentucky Opera

## L

### Louisiana
- Jefferson Performing Arts Society
- New Orleans Opera
- Opera Louisiane
- Shreveport Opera

## M

### Maine
- PORTopera, Portland

### Maryland
- American Opera Theater
- Annapolis Opera
- Baltimore Opera Company (Chiusa nel marzo 2009)
- Lyric Opera Baltimore
- Baltimore Concert Opera
- Opera International

### Massachusetts
- Acting Singers Project
- Berkshire Opera Company (Chiusa nel 2009)
- Boston Lyric Opera
- Boston Metro Opera (Chiusa nel 2015)
- Boston Early Music Festival
- Boston Opera Collaborative[13]
- Cape Cod Opera
- Commonwealth Lyric Theater
- Commonwealth Opera
- Helios Early Opera[14]
- Longwood Opera
- Lowell House Opera, la più antica compagnia d'opera ancora in scena nel New England
- MetroWest Opera
- Really Spicy Opera (trasferita nel Minnesota nel 2013)[15]
- Odyssey Opera
- Opera Boston (Chiusa nel 2011)
- Opera del West
- OperaHub[16]
- Guerilla Opera

### Michigan
- Michigan Opera Theatre
- Opera Grand Rapids
- Opera MODO[17]

### Minnesota
- Lyric Opera of the North (LOON Opera Company)[18]
- Minnesota Concert Opera[19] (Chiusa nel 2017)
- Minnesota Opera
- Nautilus Music-Theater
- Really Spicy Opera[15]

### Mississippi
- Mississippi Opera
- Natchez Festival of Music

### Missouri
- Kansas City Metro Opera
- Lyric Opera of Kansas City
- Opera Theatre of Saint Louis
- Springfield Regional Opera
- Heartland Opera Theatre
- Union Avenue Opera
- Winter Opera Saint Louis

### Montana
- Montana Lyric Opera
- Rimrock Opera
- Intermountain Opera/Opera Bozeman

## N

### Nebraska
- Opera Omaha
- Nebraska Opera Project[20]

### Nevada
- Nevada Opera

### New Hampshire
- Granite State Opera (Chiusa nell'aprile 2009)
- Opera New Hampshire
- Opera North
- Raylynmor Opera

### New Jersey
- Boheme Opera New Jersey
- Eastern Opera of New Jersey
- Garden State Philharmonic
- Light Opera of New Jersey
- The Little Opera Company of New Jersey
- New Jersey Concert Opera
- New Jersey Opera Theater
- Opera Seabrook[21]
- Opera Theatre of Montclair[22]

### New York
- Amato Opera (Chiusa nel 2009)
- American Lyric Theater
- American Opera Projects
- American Savoyards (Chiusa nel 1967)
- Amore Opera
- Bare Opera
- Bronx Opera
- Brooklyn Academy of Music Opera
- Cantiamo Opera Theater
- Capitol Opera Albany-Saratoga
- Center for Contemporary Opera
- Chautauqua Opera
- Chelsea Opera
- Dicapo Opera (Chiusa nel 2015)
- Empire Opera
- Encompass New Opera Theatre
- Finger Lakes Opera
- Family Opera Initiative
- Glimmerglass Opera
- Gotham Chamber Opera (Chiusa nel 2015)
- Hubbard Hall Opera Theater
- Hudson Lyric Opera
- Hudson Opera Theatre
- La Gran Scena Opera Company
- Lake George Opera, now Opera Saratoga
- Liederkranz Opera Theater
- Light Opera of Manhattan (Chiusa nel 1992)
- Little Opera Theatre of New York
- Long Island Opera Company, The
- Mercury Opera Rochester
- Metropolitan Opera, The
- Millennial Arts Productions
- New Camerata Opera[23]
- New Opera Company
- New Rochelle Opera
- New York City Opera (Chiusa nell'ottobre 2013, riaperta a gennaio 2016)
- New York Gilbert and Sullivan Players
- New York Grand Opera Company
- New York Opera Forum
- New York Opera Project
- Opera Company of Brooklyn
- Opera Ebony
- Opera Manhattan
- Opera on Tap
- Opera Orchestra of New York
- Opera Saratoga
- Oswego Opera Theatre
- PALA Opera Association
- Regina Opera Company
- Riverside Opera Ensemble
- Seagle Music Colony
- Syracuse Opera
- Taconic Opera
- Teatro Grattacielo
- Teatro Nuovo[24]
- Tri-Cities Opera Company
- Vocal Productions NYC

### Nuovo Messico
- Opera Southwest, Albuquerque
- Santa Fe Opera

## O

### Ohio
- Cincinnati Opera
- Cincinnati Chamber Opera
- The Cleveland Opera
- Opera Cleveland
- Cleveland Opera Theater
- Dayton Opera
- Opera Columbus
- Opera Western Reserve
- North American New Opera Workshop (Cincinnati)
- Toledo Opera
- Ohio Light Opera

### Oklahoma
- Light Opera Oklahoma (Chiusa nel 2013)
- Tulsa Opera
- Cimarron Opera
- Painted Sky Opera

### Oregon
- Opera Bend
- Brava! Opera, Medford
- Eugene Opera
- Portland Opera
- Rogue Opera, Medford

## P

### Pennsylvania
- Amici Opera
- Center City Opera Theater
- ConcertOPERA Philadelphia
- Microscopic Opera Company
- Opera Philadelphia (Ex Opera Company of Philadelphia)
- OperaLancaster
- Opera North
- Pittsburgh Festival Opera (Ex Opera Theater of Pittsburgh)
- Pittsburgh Opera
- Savoy Company
- Undercroft Opera

### Porto Rico
- Opera de Puerto Rico

## R

### Rhode Island
- Opera Providence

## T

### Tennessee
- Chattanooga Symphony and Opera
- Knoxville Opera
- Marble City Opera (Knoxville, Tennessee)[25]
- Nashville Opera Association
- Opera Memphis

### Texas
- Abilene Opera Association
- Amarillo Opera
- Austin Opera
- Dallas Opera
- El Paso Opera
- Fort Worth Opera
- Houston Grand Opera
- Lone Star Lyric Theater Festival
- Lyric Opera of Waco
- Opera East Texas
- Opera in the Heights
- Opera Vista
- Regal Opera
- Opera Piccola of San Antonio

## U

### Utah
- Utah Festival Opera & Musical Theatre
- Utah Symphony and Opera

## V

### Vermont
- Green Mountain Opera Festival
- Opera Company of Middlebury
- Opera Theatre of Weston
- Vermont Opera Theater

### Virginia
- Ash Lawn Opera ora chiamata Charlottesville Opera
- Aurora Opera (Precedentemente Opera Theatre of Northern Virginia)
- Bay View Music Festival
- Capital City Opera
- Opera in Williamsburg[26]
- Opera Music Theater International
- Opera on the James
- Opera Roanoke
- Operafestval di Roma
- Virginia Opera
- Wolf Trap Opera Company
- Castleton Festival

## W

### Washington
- Bellevue Opera
- Black Box Opera Theater
- Lyric Opera Northwest
- Puget Sound Concert Opera
- Puget Sound Opera
- Seattle Opera
- Skagit Opera
- Spokane Coeur d'Alene Opera
- Tacoma Opera
- Vespertine Opera
- Washington East Opera

### Wisconsin
- Florentine Opera
- Madison Opera
- Fresco Opera Theatre
- Milwaukee Opera Theatre
- Opera for the Young
- Skylight Opera Theatre